# Lepidochrysops kilimandjarensis
Lepidochrysops kilimandjarensis är en fjärilsart som beskrevs av Embrik Strand 1909. Lepidochrysops kilimandjarensis ingår i släktet Lepidochrysops och familjen juvelvingar. Inga underarter finns listade i Catalogue of Life.